# 中华门 (南京)

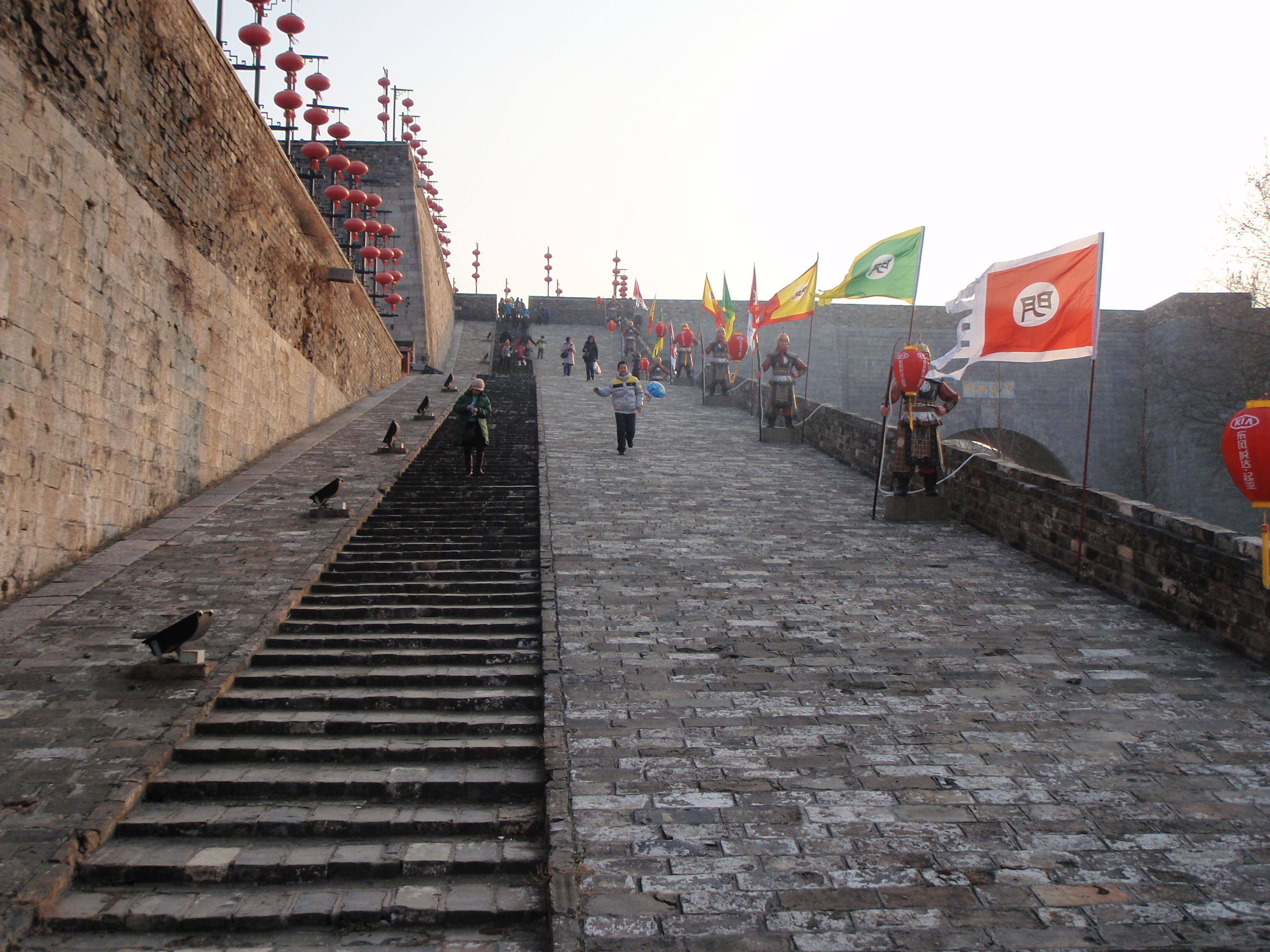
中华门城堡阶梯

中华门为中国南京城正南门，位于内外秦淮河之间，原名聚宝门。中华门始建于五代十國杨吴时期，曾是南唐国都江宁府和南宋陪都建康府的南门。中华门城堡是中国现存最大的城堡式瓮城，也被认为是世界上保存最完好、结构最复杂的古城堡堡垒瓮城。城门规模宏大，设计巧妙，结构复杂，被中华人民共和国国务院列为全国重点保护文物。
中华门门内是内秦淮河，以镇淮桥连接自南唐以来历经千年繁华的中华路；门外是外秦淮河，以长干桥连接雨花路。中华门内东侧，称为“门东”地区；而中华门内西侧，则称为“门西”地区。
中华门城門上的題字則是在1931年的雙十節前夕，由當時的中華民國國民政府主席蔣中正所題。

## 历史
明太祖朱元璋自1366年开始修筑南京城垣，其中聚宝门是在南唐都城南门的故址上重建的，传说门下埋有江南富户沈万三的聚宝盆。1931年改名为中华门。此门东西宽118.5米，南北长128米，占地面积15,168平方米。共设三道瓮城，由四道券门贯通，首道城门高21.45米。并有马道可骑马登城。各门均有可以上下启动的千斤闸和双扇木门，现在仅存闸槽和门位遗迹。瓮城上下设有藏兵洞13个，左右马道下设藏兵洞14个，可在戰時儲備軍需物资和埋伏士兵，据估计可容纳3,000人。

## 交通

### 公共汽车
南京公交
| 中华门城堡  | 中华门城堡      | 中华门城堡 | 中华门城堡   | 中华门城堡         |
| 编号        | 路线            | 路线       | 路线         | 备注               |
| ----------- | --------------- | ---------- | ------------ | ------------------ |
| B19老城南线 | 中华门地铁站    | ↻          | 中华门地铁站 | 仅周末及节假日服务 |
| D58         | 珍珠泉总站      | ⇆          | 中华门城堡   | 原 D18             |
| Y14         | 中花岗总站      | ⇆          | 公交四公司   | 原 814（第一代）   |
| Y20         | 公交车辆厂      | ⇆          | 中华门城堡   | 原 820（第一代）   |
| Y2          | 应天大街·雨花路 | →          | 大瓜园       | 原 802（第一代）   |
| Y2          | 应天大街·雨花路 | ←          | 高力家居港   | 原 802（第一代）   |
| 2           | 中华门地铁站    | ⇆          | 墨香路总站   |                    |
| 16          | 龙福山庄总站    | ⇆          | 中山码头北   |                    |
| 38          | 大明西路        | ⇆          | 中华门地铁站 |                    |
| 202         | 雨花台南大门    | ⇆          | 灵谷寺公园   | 原 游2             |
| 202         | 雨花台南大门    | ⇆          | 灵谷寺公园   | 原 游2             |
| 302         | 古平岗          | ⇆          | 中华门城堡   |                    |

江宁公交
| 中华门城堡 | 中华门城堡   | 中华门城堡 | 中华门城堡 | 中华门城堡       |
| 编号       | 路线         | 路线       | 路线       | 备注             |
| ---------- | ------------ | ---------- | ---------- | ---------------- |
| 701        | 东山总站西门 | ⇆          | 军师巷     | 原 101（第一代） |
| 703        | 武夷花园东   | ⇆          | 中华门城堡 | 原 103（第一代） |
| 706        | 明月港湾     | ⇆          | 军师巷     | 原 106（第一代） |

### 地铁
- 南京地铁一号线中华门站，但由于此站距离中华门城堡步行距离超过10分钟曾引发部分市民质疑。[1]。